# Mahmoud Dahoud
Mahmoud Dahoud (tiếng Ả Rập: محمود داوود; sinh ngày 1 tháng 1 năm 1996) là một cầu thủ bóng đá chuyên nghiệp hiện đang thi đấu ở vị trí tiền vệ phòng ngự cho câu lạc bộ Bundesliga Eintracht Frankfurt.
Anh bắt đầu thi đấu chuyên nghiệp trong màu áo câu lạc bộ Borussia Mönchengladbach tại Bundesliga vào năm 2014, và có 86 lần ra sân cho đội bóng này trước khi ký hợp đồng ba năm với câu lạc bộ Borussia Dortmund.
Sinh ra ở Syria, Dahoud đã đại diện cho đội tuyển Đức thi đấu ở các cấp độ U-18, U-19 và U-21 và đội một. Anh là một phần của đội U-21 từng giành chức vô địch U-21 châu Âu vào năm 2017. Vào tháng 3 năm 2024, Dahoud chuyển sang khoác áo Syria.

## Sự nghiệp câu lạc bộ

### Gladbach
Mahmoud Dahoud bắt đầu sự nghiệp của mình ở cấp độ cơ sở cho câu lạc bộ bóng đá Langenfeld Germania Reusrath và Fortuna Düsseldorf trước khi ký hợp đồng với Gladbach ở tuổi 14 vào năm 2010. Sau đó, anh dành 5 mùa giải tiếp theo để phát triển trong học viện của Gladbach trước khi lên đội một vào năm 2014.

#### Mùa giải 2014–15
Vào ngày 27 tháng 8 năm 2014, Dahoud được HLV Lucien Favre cho ra mắt đội một trong trận thắng 7-0 tại Europa League trước FK Sarajevo, vào sân từ băng ghế dự bị ở phút 55 để thay cho Christoph Kramer. Chỉ một tuần trước khi ra sân lần đầu tiên cho Gladbach, Dahoud đã ký hợp đồng chuyên nghiệp đầu tiên, đồng ý một thỏa thuận giữ anh ở lại câu lạc bộ cho đến tháng 6 năm 2018. Anh chỉ có hai lần ra sân trong suốt mùa giải, một ở Europa League gặp Apollon và trận còn lại vào cuối mùa trước Borussia Dortmund. Dahoud đã trở thành cầu thủ gốc Syria đầu tiên chơi ở Bundesliga.

#### Mùa giải 2015–16
Sau khi huấn luyện viên Favre bị sa thải vào đầu mùa giải Bundesliga 2015-16, Dahoud được ra sân thi đấu nhiều hơn, trở thành cầu thủ chủ chốt trong hàng tiền vệ của tân HLV André Schubert. Anh ghi bàn thắng đầu tiên cho câu lạc bộ vào ngày 23 tháng 9 năm 2015 trong trận ra mắt do hlv Schubert dẫn dắt, ghi bàn thắng thứ tư cho Gladbach trong chiến thắng 4-2 trước FC Augsburg. Một tuần trước khi Favre ra đi, Dahoud đã có lần ra sân tại Champions League tiếp đón Sevilla từ băng ghế dự bị trước khi có trận ra sân chính thức gặp Man City dưới thời Schubert vào cuối tháng. Vào tháng 10, anh đã nhận được sự hoan nghênh nhiệt liệt từ các cổ động viên của Eintracht Frankfurt sau khi thể hiện một màn trình diễn xuất sắc trước đội bóng của họ, ghi một bàn và lập hai bàn trong chiến thắng 5-1.  Năm sau, vào ngày lễ tình nhân, Dahoud đã ghi bàn thắng ấn định chiến thắng trong trận Derby sông Rhine với Köln. Vào cuối mùa giải, Dahoud đã ra sân 32 trận, ghi 5 bàn và kiến tạo 9 bàn giúp Gladbach kết thúc ở vị trí thứ 4 tại Bundesliga, qua đó vượt qua vòng loại UEFA Champions League 2016-17.

### Borussia Dortmund
Dahoud chính thức gia nhập Borussia Dortmund vào ngày 1 tháng 7 năm 2017. Anh có trận ra mắt câu lạc bộ vào ngày 6 tháng 8, bắt đầu từ trận thua trong loạt sút luân lưu trước Bayern Munich ở DFL-Supercup. Vào ngày 12 tháng 8 năm 2017, Dahoud đã có một pha kiến tạo cho Pierre-Emerick Aubameyang ghi bàn thắng thứ ba cho BVB trong chiến thắng 4–0 của Dortmund trước câu lạc bộ hạng 6 1. FC Rielasingen-Arlen.

#### Mùa giải 2018–19
Vào ngày 26 tháng 8 năm 2018, Dahoud ghi bàn thắng đầu tiên tại Bundesliga cho câu lạc bộ của mình trong chiến thắng 4–1 trước RB Leipzig. Tuy nhiên, anh lại ít khi được  ra sân thi đấu trong nửa đầu mùa giải, vì có những nhân tố mới như Thomas Delaney và Axel Witsel thi đấu tốt hơn anh ở hàng tiền vệ.

## Sự nghiệp quốc tế

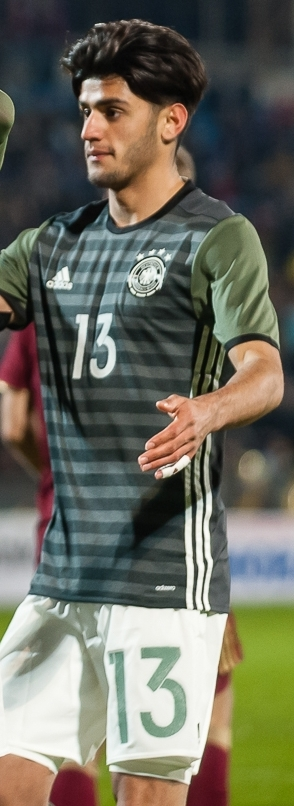
Dahoud thi đấu cho đội tuyển U-21 Đức năm 2016

### Đội tuyển trẻ quốc gia Đức
Trước đó anh đã từng thi đấu cho đội tuyển Đức ở cấp độ U18 và U19, Dahoud đã có trận ra mắt đội U21 Đức với tư cách là người vào sân thay thế trong chiến thắng 4–1 trước Quần đảo Faroe vào ngày 24 tháng 3 năm 2016 trước khi ra sân chính thức một tuần sau đó trước Nga. Năm sau, anh được đưa vào danh sách 23 cầu thủ của Đức tham dự Giải vô địch U21 châu Âu UEFA 2017 tại Ba Lan. Đức cuối cùng đã lên ngôi vô địch, đánh bại Tây Ban Nha 1–0 trong trận chung kết để giành danh hiệu. Dahoud cũng đủ điều kiện để thi đấu cho đội tuyển Syria nhưng anh ấy nói rằng anh không quan tâm đến điều đó và anh chỉ mơ được chơi cho Đức.

## Đời tư
Dahoud sinh ra ở Amuda, một thị trấn ở Syria sát biên giới Thổ Nhĩ Kỳ. Anh được gia đình đưa đến Đức vào năm 1996. Trong một cuộc phỏng vấn với trang web chính thức của Bundesliga, anh đã nói rằng thần tượng bóng đá mà anh yêu thích nhất chính là huyền thoại bóng đá người Pháp Zinédine Zidane.

## Thống kê sự nghiệp

### Câu lạc bộ
Tính đến ngày 17 tháng 10 năm 2020
| Câu lạc bộ               | Mùa giải            | Giải đấu            | Giải đấu | Giải đấu  | Cúp quốc gia | Cúp quốc gia | Cúp Châu Âu | Cúp Châu Âu | Khác    | Khác      | Tổng cộng | Tổng cộng |
| Câu lạc bộ               | Mùa giải            | Giải                | Số trận  | Bàn thắng | Số trận      | Bàn thắng    | Số trận     | Bàn thắng   | Số trận | Bàn thắng | Số trận   | Bàn thắng |
| ------------------------ | ------------------- | ------------------- | -------- | --------- | ------------ | ------------ | ----------- | ----------- | ------- | --------- | --------- | --------- |
| Borussia Mönchengladbach | 2014–15             | Bundesliga          | 1        | 0         | 0            | 0            | 2           | 0           | 0       | 0         | 3         | 0         |
| Borussia Mönchengladbach | 2015–16             | Bundesliga          | 32       | 5         | 3            | 0            | 6           | 0           | 0       | 0         | 41        | 5         |
| Borussia Mönchengladbach | 2016–17             | Bundesliga          | 28       | 2         | 5            | 0            | 9           | 1           | 0       | 0         | 42        | 3         |
| Borussia Mönchengladbach | Tổng                | Tổng                | 61       | 7         | 8            | 0            | 17          | 1           | 0       | 0         | 86        | 8         |
| Borussia Dortmund        | 2017–18             | Bundesliga          | 23       | 0         | 3            | 0            | 7           | 0           | 1       | 0         | 34        | 0         |
| Borussia Dortmund        | 2018–19             | Bundesliga          | 14       | 1         | 3            | 0            | 5           | 0           | 0       | 0         | 22        | 1         |
| Borussia Dortmund        | 2019–20             | Bundesliga          | 12       | 0         | 0            | 0            | 2           | 0           | 0       | 0         | 14        | 0         |
| Borussia Dortmund        | 2020–21             | Bundesliga          | 2        | 0         | 0            | 0            | 0           | 0           | 1       | 0         | 3         | 0         |
| Borussia Dortmund        | Tổng                | Tổng                | 51       | 1         | 6            | 0            | 14          | 0           | 2       | 0         | 73        | 1         |
| Tổng cộng sự nghiệp      | Tổng cộng sự nghiệp | Tổng cộng sự nghiệp | 112      | 8         | 14           | 0            | 31          | 1           | 2       | 0         | 159       | 9         |

### Quốc tế
Tính đến ngày 11 tháng 11 năm 2020
| Đội tuyển quốc gia | Năm       | Trận | Bàn |
| ------------------ | --------- | ---- | --- |
| Đức                |           |      |     |
| 2020               | 2         | 0    |     |
| Tổng cộng          | Tổng cộng | 2    | 0   |

## Danh hiệu
Borussia Dortmund
- DFB-Pokal: 2020–21
- DFL-Supercup: 2019

Đức
- UEFA European Under-21 Championship: 2017 [32]